# فادي عفش
فادي عفش (بالإنجليزية: Fadi Afash)‏ مواليد 4 يناير 1974 في حلب، هو لاعب كرة قدم سوري سابق كان يلعب كمهاجم.